# Port lotniczy Druskieniki
Port lotniczy Druskieniki (kod ICAO: EYDR) – port lotniczy na Litwie, w Druskienikach, położony 1,5 km od centrum miasta, nad Niemnem.
Na jego terenie organizowane są miejskie imprezy plenerowe.